# Советский (Ставропольский край)
Сове́тский — упразднённый в 2023 году хутор в Курском районе (муниципальном округе) Ставропольского края России.

## География
Расстояние до краевого центра: 276 км.
Расстояние до районного центра: 44 км.

## История
В 1958 году указом Президиума Верховного Совета РСФСР хутор имени Ворошилова переименован в хутор Советский.
До 16 марта 2020 года хутор входил в состав сельского поселения Галюгаевский сельсовет.
26 мая 2023 года упразднён Постановлением Правительства Ставропольского края.

## Население
| 1989 | 2002 | 2010 | 2014 | 2021 |
| ---- | ---- | ---- | ---- | ---- |
| 63   | ↘0   | →0   | →0   | →0   |